# Жернівка
Жерні́вка — село в Україні, у Коропській селищній громаді Новгород-Сіверського району  Чернігівської області. Населення становить 164 осіб. До 2020 орган місцевого самоврядування — Райгородоцька сільська рада.

## Символіка
На гербі зображено 1 жорно на чорному тлі та три сосни на жовтому. Жерно означає назву села (герб є промовистим) та річку Жорновець, яка витікає з великого болота (чорний колір). Три сосни це ландшафтний заказник місцевого значення Жорнівський Бір.

## Географія

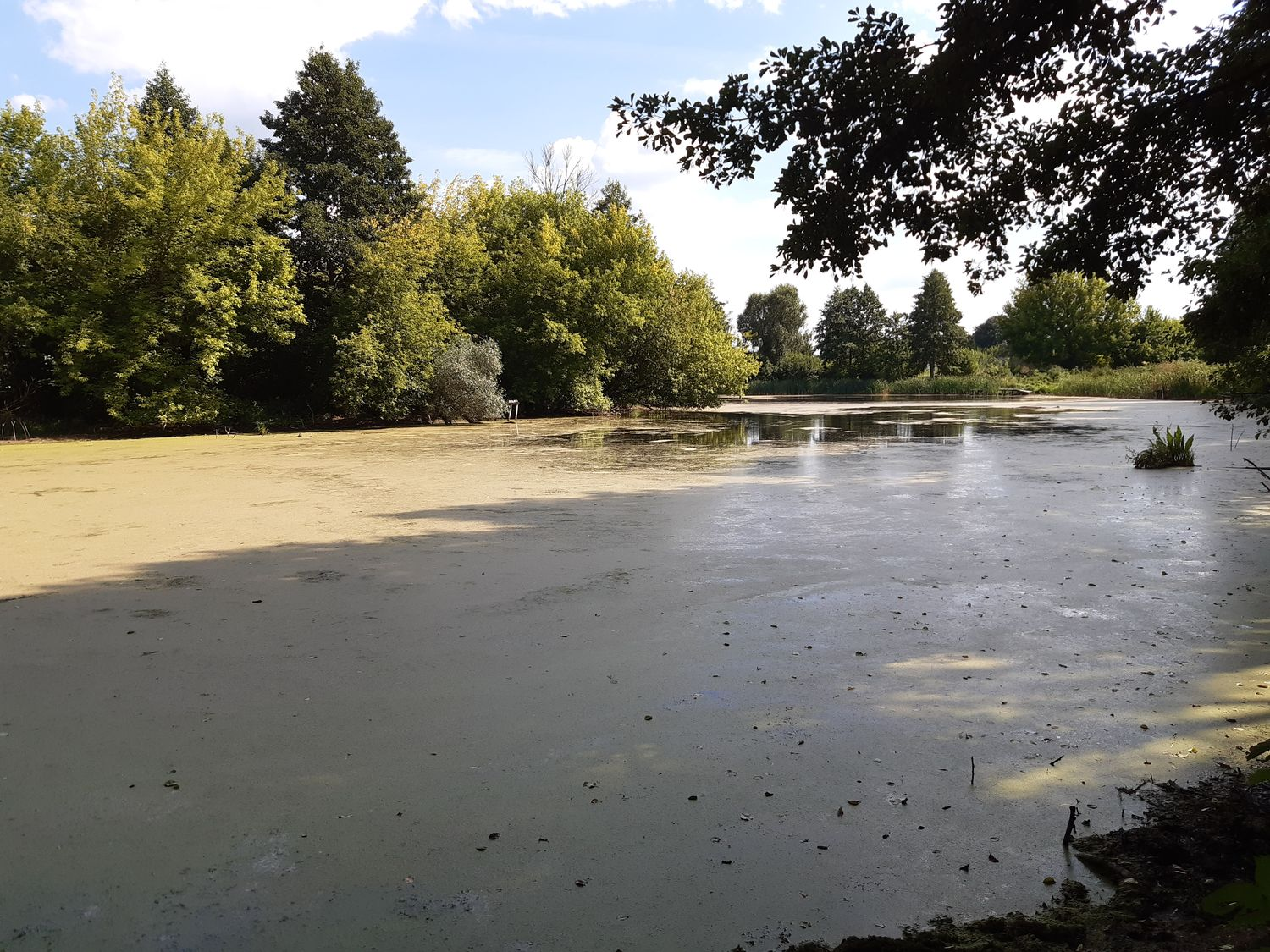
Річка Жорновець

Село розташоване на річці Жорновець, лівій притоці Десни.

## Місцевості села
Кутки – Захватівка, Берег; урочище – Топило.

## Економіка
- Фермерське господарство "СХІД-Є"

## Історія
Було відоме із середини XVI ст. (село Жорноков згадується у царській грамоті 1552 р. Новгород-сіверському монастирю). Ймовірно, що внаслідок російсько-польської війни 1632 - 1634 рр. Жорнівка тимчасово запустіла і була повторно осаджена на межі 1630 - 1640-х рр. шляхтичем Криштофом Раєцьким.  У 1669 р. Дем'ян Многогрішний передав село на утримання Коропській ратуші.
12 червня 2020 року, відповідно до розпорядження Кабінету Міністрів України № 730-р «Про визначення адміністративних центрів та затвердження територій територіальних громад Чернігівської області», увійшло до складу Коропської селищної громади.
19 липня 2020 року, в результаті адміністративно-територіальної реформи та ліквідації Коропського району, увійшло до складу Новгород-Сіверського району Чернігівської області.

## Пам'ятки
Жорнівський Бір — ландшафтний заказник місцевого значення.